# Hooker's Icones Plantarum

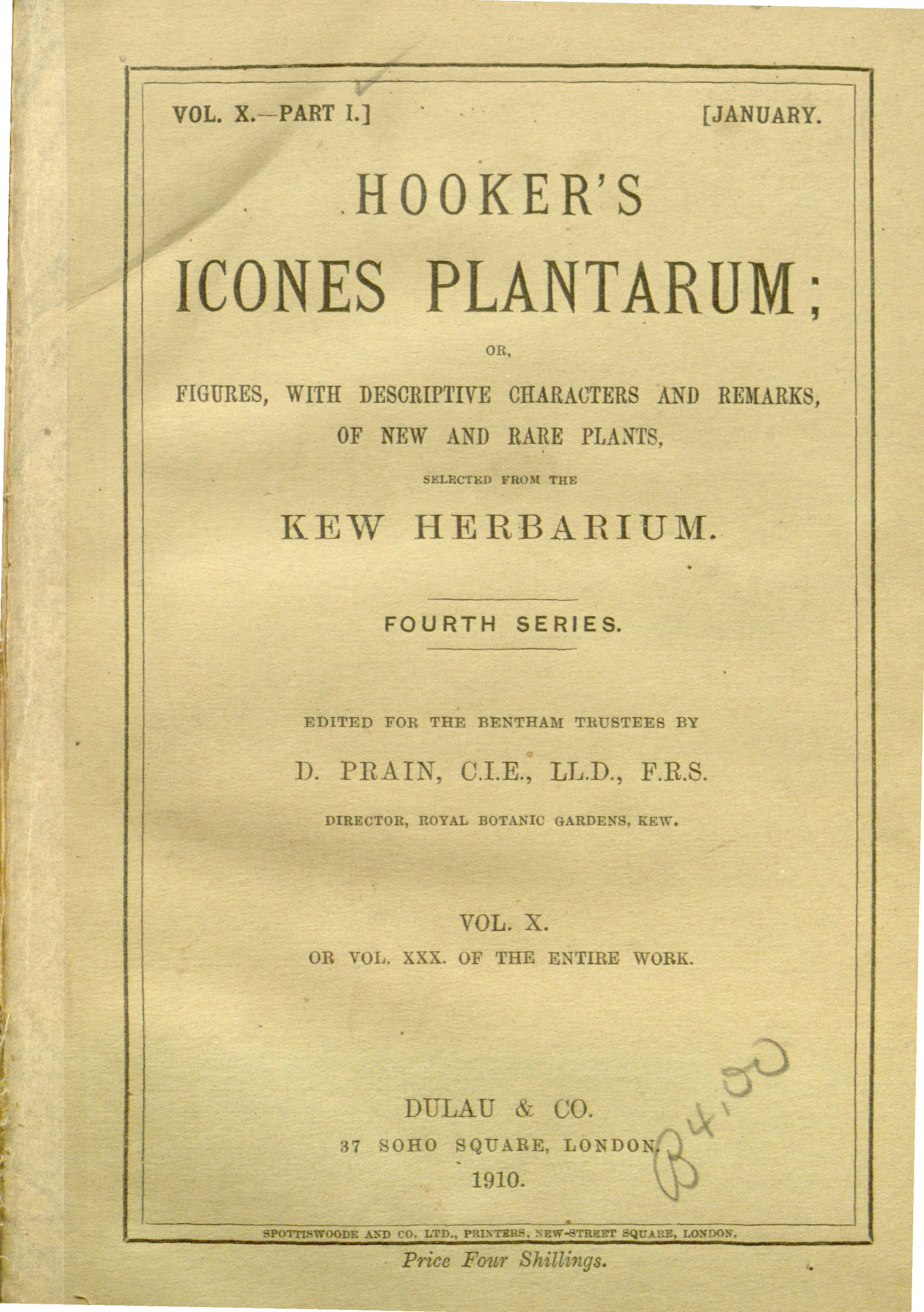

Hooker's Icones Plantarum, (abreviado como Hooker's Icon. Pl.), foi uma série de livros ilustrados com descrições botânicas que foi fundado em 1867 e editada com o nome de Hooker's Icones Plantarum; or Figures, with brief Descriptive Characters and Remarks of New or Rare Plants. Foi precedida por Icon. Pl.
Para mais informação ver Icones Plantarum.